# Mesosa postfasciata
Mesosa postfasciata là một loài bọ cánh cứng trong họ Cerambycidae.